# Dan Ghiocel
Dan Ghiocel, né le 11 avril 1922 a Giurgiu, județ de Giurgiu, en Roumanie, est un ingénieur civil roumain spécialiste dans les études sismiques.

## Biographie
Dan Ghiocei est né le 11 avril 1922 a Giurgiu, județ de Giurgiu, en Roumanie. Il suivît les cours de la Faculté de Constructions de l'Institut Polytechnique (aujourd’hui Université polytechnique de Bucarest) dont il reçut son diplôme d'ingénieur en 1946. 
Il a obtenu  en 1973 le titre de docteur-ingénieur avec la thèse ”Contributions concernant la normalisation sur des bases probabilistes du calcul de la sécurité des constructions” soutenue  à l’Université technique d'ingénieurs civils de Bucarest.	
Dan Ghocel a commencé à travailler à l’Institut de projets ferroviaire de Bucarest. Il fut ensuite ingénieur en chef de l’Institut de projets Carpați. Il a élaboré des projets de génie civile où il introduit de nouvelles solutions dont : châteaux d'eau à infrastructure tubulaire dans les gares et dépôts des chemins de fer roumains, arcs préfabriqués de grande ouverture aux ateliers des chemins de fer roumains de Galati, de fines plaques courbes cylindriques de la fonderie Grivita, hyperboloïdes paraboliques recoupés couvrant la gare de Constanta. Il eut des contributions au dimensionnement de la coupole métallique du Pavillon de l'Exposition nationale de Bucarest et des poutres principales du pont Anghel Saligny sur le Danube.
Dan Ghocel a commencé son activité d'enseignant en 1949, à l'Institut ferroviaire de Bucarest (à présent Faculté de chemins de Fer, chaussées et ponts de l ’ l’ Institut de génie civil. En 1968, il devient professeur et chef du Département de construction des transports et doyen de la Faculté de constructions ferroviaires, routes et géodésie de l’ Institut de génie civil de Bucarest. À partir de 1973, il enseigne la sécurité des constructions, jusqu'en 1992, quand il prend sa retraite
Dans le domaine de l'éducation, il a également occupé des postes administratifs : vice-doyen (1967-1968) et doyen (1968-1972) de la Faculté de chemins de Fer, chaussées et ponts, vice-recteur (1972-1976) et recteur de l' l’ Institut de génie civil (1976-1981).
Dan Ghocel est membre fondateur de l’Académie des sciences techniques de Roumanie,,.